# 小說家族
《小說家族》是香港電台分別於1987年和1991年開拍的電視劇集，將著名香港作家的作品以戲劇形式介紹給觀眾，當中包括劉以鬯的《對倒》、西西的《像我這樣一個女子》、李碧華的《男燒衣》等等。第一輯系列劇集的主題曲是張艾嘉主唱的《細說》，而第二輯的主題曲則是譚詠麟的《小説人生》。
天地圖書後來出版圖書《小說家族》，將劇集的原著輯錄成書。

## 播放日期

### 無綫電視翡翠台
- 小說家族 1987：1987年4月5日起逢星期日晚上7時30分

### 亞洲電視黃金台
- 小說家族 1987：1987年4月4日起逢星期六晚上8時

## 外部連結
- 小說家族 1987 （页面存档备份，存于）
- 小說家族 1991 （页面存档备份，存于）
- 小說家族 - 男燒衣(影片) （页面存档备份，存于）